# Paul Jones (piosenkarz)
Paul Jones (ur. 24 lutego 1942 jako Paul Pond w Portsmouth, Anglia) – brytyjski piosenkarz, aktor, osobowość radiowa i prezenter telewizyjny.

## Życiorys
W styczniu 1962 Paul Pond poznał Briana Jonesa (późniejszego założyciela i lidera zespołu The Rolling Stones), co zapoczątkowało ich przyjaźń, połączyła ich przede wszystkim miłość do chicagowskiego bluesa. Również od stycznia 1962 Paul Pond dołączył do pierwszego brytyjskiego zespołu bluesowego – Blues Incorporated. Pond występował w nim jako wokalista w londyńskim klubie Ealing Jazz Club, razem z Brianem Jonesem (występującym jako gitarzysta, harmonijkarz i wokalista). W Blues Incorporated był wtedy również m.in. Mick Jagger. 
Pond w tym czasie bezskutecznie namawiał Briana Jonesa do założenia wspólnego zespołu i jak sam wspomina - to pod wpływem Briana Jonesa zmienił nazwisko na Paul Jones. 
Paul Jones niedługo potem został wokalistą bluesowego zespołu Manfred Mann, z którym latach 1962–1966 zyskał światową sławę.
W lipcu 1966 roku Jones opuścił zespół decydując się na karierę solową, jednak nie udało mu się osiągnąć już tak dużego sukcesu komercyjnego jak poprzednio będąc w Manfred Mann.
Od roku 1966 Paul Jones z powodzeniem występował jako aktor filmowy i teatralny (m.in. w kultowym filmie Przywilej (Privilege) w reżyserii Petera Watkinsa z roku 1967, w którym zagrał główną rolę). Ma na swoim koncie również duże role w musicalach (również na Broadwayu), od wielu lat prowadzi popularne audycje muzyczne w radio BBC.
W 1979 roku Paul Jones oraz gitarzysta Tom McGuinness (także z Manfreda Manna i The Roosters) założyli zespół The Blues Band. Od 1991 roku jest także wokalistą The Manfreds, zespołu składającego się z byłych członków zespołu Manfred Mann Band.
W 1984 roku jako zagorzały ateista, który zwalczał chrześcijaństwo, dostał od kolegi zaproszenie na spotkanie ewangelizacyjne z ewangelistą Luisem Palau. Nawrócił się na chrześcijaństwo i razem z żoną zaczął uczęszczać do Kościoła ewangelikalnego w Surrey.

## Dyskografia solowa
- My Way (1966)
- Love Me, Love My Friends (1967)
- Come Into My Musicbox (1969)
- Crucifix in a Horseshoe (1971)
- My Way (Re-issue, bonustracks) (1996)
- Love Me Love My Friends (1996)
- Come Into My Musicbox (1998)
- Paul Jones & Dave Kelly Live (2007)
- Paul Jones & Dave Kelly Live Volume 2 (2007)
- Starting All Over Again (2009) z udziałem Erica Claptona.
- Suddenly I Like It (2015)[5]